# Indicateurdiagram

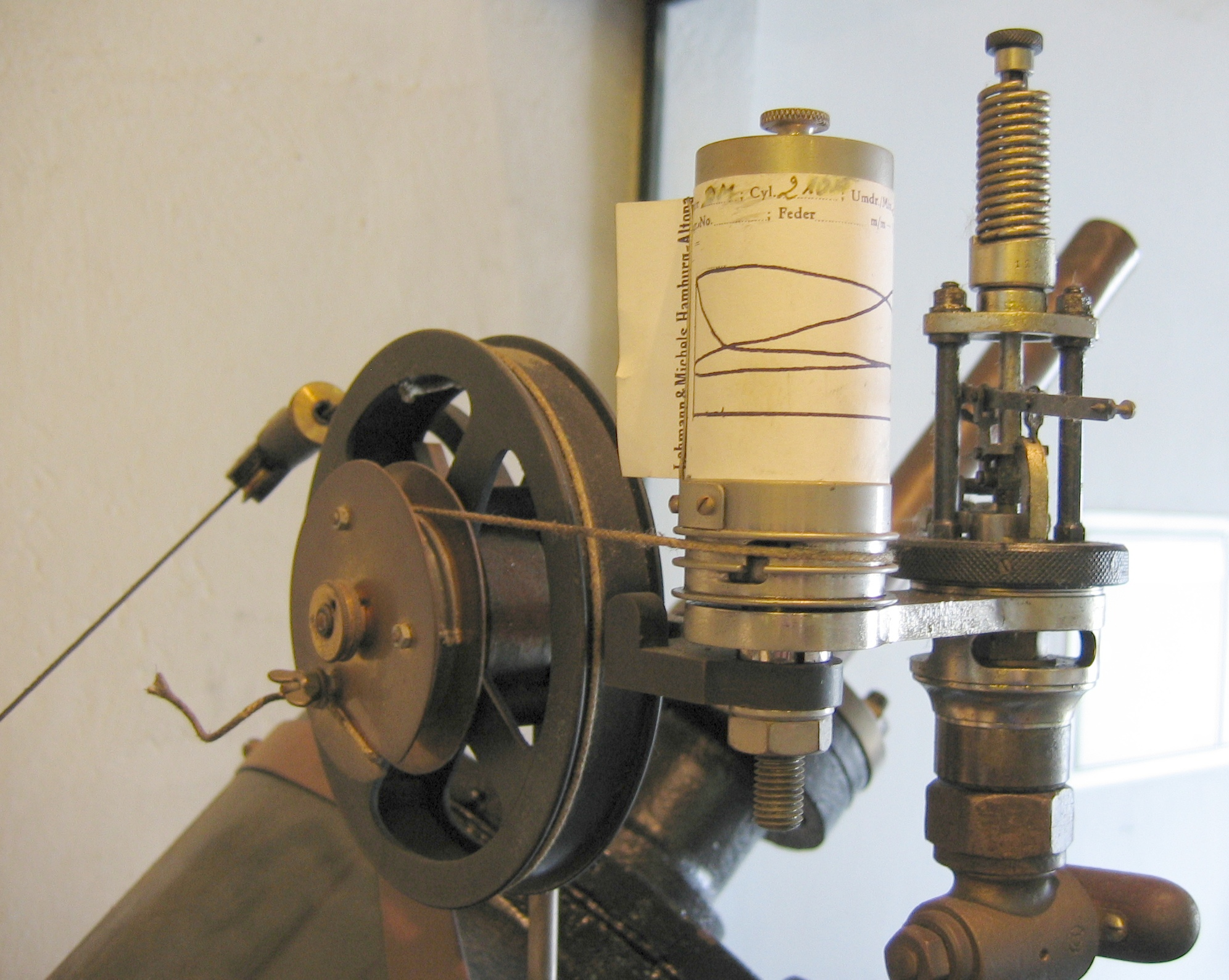
Indicateurtoestel.

Een indicateurdiagram is een methode om de geleverde arbeid van een cilinder van een zuigermotor (verbrandingsmotor of stoommachine) vast te stellen. Hierbij wordt met een indicateurtoestel het drukverloop in de cilinder vastgelegd ten opzichte van de afgelegde slag. Met het verkregen pV-diagram kan daarna de geleverde arbeid worden bepaald en met de gegevens van de ingespoten brandstof het rendement. Waar een pV-diagram van een kringproces een theoretische beschrijving is, vertelt het indicateurdiagram het werkelijke drukverloop en geleverde arbeid. Aan de hand van deze indicateurarbeid kan de gemiddelde geïnduceerde druk en het indicateurvermogen worden uitgerekend. Daarnaast kan ook de compressie- en verbrandingsdruk worden vastgesteld, het inspuitmoment en de momenten van klepopening en -sluiting.
Door het indicateurtoestel op de indicateurkraan van een cilinder te plaatsen, kan deze de druk meten. Via een koord wordt de indicateurtrommel geroteerd met het toerental van de motor. Moderne systemen maken gebruik van piëzo-elektrische elementen, waarmee het asvermogen direct bepaald kan worden.  

## Proces
Zoals te zien in het afgebeelde indicateurdiagram van vierslagdieselmotor met krukcirkel, opent de inlaatklep iets voor het bovenste dode punt (BDP), nog tijdens de uitlaatslag. Zowel de inlaat- als de uitlaatklep zijn nu geopend. Tijdens deze spoelperiode daalt de druk van iets boven de atmosferische druk {\displaystyle p} naar iets onder de atmosferische druk in het geval van een zelfaanzuigende motor. Door gebruik te maken van drukvulling kan deze druk omhoog worden gebracht. Nadat de uitlaatklep gesloten is, wordt de cilinder gevuld met de aangezogen lucht.
Iets na het onderste dode punt (ODP) sluit de inlaatklep en begint de compressie van de lucht, waardoor de druk en temperatuur sterk stijgen. Vlak voor het einde van deze compressieslag begint de brandstofinspuiting. Na een korte inspuit- en ontstekingsvertraging verbrandt de brandstof spontaan. Er volgt een onbeheerste verbranding met een snelle druk- en temperatuursstijging. Ondanks dat de inspuiting voortduurt neemt de drukgradiënt af, doordat het luchtoverschot afneemt, zodat er een gedeeltelijk beheerste verbranding plaatsvindt. Vlak na het begin van de arbeidsslag stopt de brandstofinspuiting. Er vindt nu een naverbranding plaats van de resterende brandstof. Door het toenemende volume neemt de druk af, maar door de verbranding ligt deze hoger dan de compressiedruk.
Vlak voor het einde van de arbeidsslag opent de uitlaatklep, waardoor de druk daalt tot iets boven de atmosferische druk waarmee de uitlaatgassen uit de cilinder worden verdreven tijdens de uitlaatslag. Aan het einde hiervan begint het proces opnieuw.